# خوزه انتونیو میهلنا
خوزه انتونیو میهلنا (انگلیسی: José Antonio Michelena؛ زادهٔ ۱ سپتامبر ۱۹۸۸) بازیکن فوتبال اهل آرژانتین است.